# Дьяков, Александр Александрович
Алекса́ндр Алекса́ндрович Дья́ков (1845—1895) — русский прозаик, фельетонист, педагог, журналист, нотариус.

## Биография
Родился в городе Ржев Тверской губернии в купеческой семье. Первоначальное образование получил в Ржевском уездном училище. В 1857 году был отвезён в Москву, в Строгановское училище, из которого Дьяков бежал, затем поступил в Санкт-Петербургский практический технологический институт, однако курса не окончил. Вернулся в Ржев, занялся торговлей, но вскоре разорился. Во второй половине 1860-х годов жил в Петербурге, изредка его имя появлялось в печати (в 1868 году: очерк «Случайная встреча. Уличный эскиз», стихотворение «Трудная минута», ряд фельетонов). Литературная работа, очевидно, финансово не обеспечивала Дьякова, и в 1869 году он уехал на юг России. Получив звание сельского учителя, преподавал в Екатеринославской губернии (школа барона А. Н. Корфа), затем в слободе Ольшаны под Харьковом. В начале 1870-х годов служил в городе Александровск нотариусом, иногда печатался (фельетон «Из дневника фланера в Ростове-на-Дону», 1873). Первое крупное произведение Дьякова роман «Степные миссионеры» (1874), отразивший его впечатления от работы в народной школе. 
Сблизившись с радикально настроенной молодежью, Дьяков занимался революционной пропагандой. В 1874, опасаясь доноса, с подложными документами
бежал за границу. Проживал в Цюрихе, Берлине, Праге, где наладил контакты с русскими политэмигрантами. Однако уже в 1870-е годы, он скептично смотрел
на «социалистическое направление»: «оно у нас комично по своему бессилию, по умственной ограниченности», надо перейти «на сторону силы» («Голос», 1880). Эту программу Дьяков вскоре реализовал, встав на путь дискредитации революционного движения. С 1875 года в российских изданиях, в основном в журнале «Русский вестник», начали печататься его антинигилистические произведения — повести и рассказы, представляющие собой, no словам Н. К. Михайловского, «наглую и бесстыжую похвальбу своим дезертирством» и включенные позднее в сборник Дьякова «Кружковщина» (1894). Бойко написанные, интригующие прозрачными намеками на видных представителей русской эмиграции (в том числе на П. Н. Ткачёва), откровенно тенденциозные произведения имели «успех скандала», вызвав возмущенные отклики прессы.
Вернулся в Россию нелегально (1877). После личных переговоров с М. Н. Катковым Дьяков отправился в Сербию в качестве военного корреспондента. Вновь пытаясь въехать в Россию (1879), задержан на границе и предан Харьковскому окружному суду за проживание по фальшивым документам; одновременно был привлечён к следствию Екатеринославским окружным судом по обвинению «в самовольном оставлении должности нотариуса и в растрате казённых денег». Процесс над Дьяковым широко обсуждался в печати (1880). Приговорённый к 8-и месяцам тюремного заключения и лишению всех прав состояния, Дьяков был вскоре освобождён: благодаря усилиям Каткова шеф жандармов ходатайствовал о его помиловании — «ввиду пользы,
принесенной Дьякову литературным трудом, разоблачившим цели русских революционеров за границей, а также ввиду предстоящих его трудов в том же направлении.
Эти ожидания Дьякова полностью оправдал. В 1880, ещё до завершения судебного процесса, он выпустил в Одессе брошюру «Нигилизм и литературное развитие», составившую ему репутацию «специального сочинителя доносов и пасквилей». На те же темы и в том же духе «беспредметного и беспричинного ожесточения Дьяконов писал и позднее: его статьи и фельетоны, регулярно появлявшиеся в газетах «Берег» (1880), «Новое время» (1885—1895), «Петербургская газета» (1889—1891) и вошедшие в сборники «Денежная оргия» (1893), «Лесной царь. Очерки и рассказы» (1895), поражали современников беспринципностью, «разжигаемой личными страстями», «желчным, почти свирепым тоном». В то же время многие публикации Дьякова, особенно воскресные фельетоны в «Новом времени», пользовались успехом: касаясь самых разных сторон жизни ( искусство, брак, суд), он ядовито и хлестко высмеивал обывателя, что придавало его выступлениям «прелесть лёгкого бичевания и незначительных острых уколов»; отдельные очерки и рассказы, например, «Бронзовые головы» (1885), производили сильное впечатление: «решительно серьёзный, социальный и психологический этюд, даже страшно становится». Особенно неистов был Дьяков в сатирическом, иногда доведённом до гротеска изображении образов современников, символизирующих «оподление, никогда еще не виданное». По замечанию А. П. Чехова, это была «не критика, не мировоззрение, а ненависть, животная, ненасытная злоба».
Дьяков умер в 1895 году в пригороде Одессы. Похоронен в Петербурге.